# اصلاح پس از رونویسی
اصلاح پس از رونویسی یا اصلاح همزمان با رونویسی مجموعه‌ای از فرآیندهای زیستی مشترک در سلول‌های یوکاریوتی است که به‌وسیلهٔ آن، رونوشت اولیهٔ آران‌ای به‌دنبال رونویسی از یک ژن برای تولید یک مولکول آران‌ای بالغ و عملکردی، تغییر شیمیایی می‌دهد که می‌تواند هستهٔ سلول را ترک کرده و انواع عملکردهای مختلفی را در سلول‌ها انجام دهد. انواع بسیاری از تغییرات پس از رونویسی وجود دارد که از طریق روش‌های متنوعی از مکانیسم‌های مولکولی، انجام می‌شوند.
برای مثال، تبدیل رونوشت‌های پیش‌ساز آران‌ای پیام‌رسان به آران‌ای پیام‌رسان بالغ است که متعاقباً می‌تواند به پروتئین ترجمه شود. این فرایند شامل سه مرحلهٔ اصلی است که به‌طور قابل‌توجهی ساختار شیمیایی مولکول آران‌ای را تغییر می‌دهند: کلاهک‌گذاری '۵، افزودن یک دُم پلی آدنیلهٔ ۳' و پیرایش آران‌ای.
چنین پردازش‌هایی برای ترجمهٔ صحیح در ژنوم‌های یوکاریوتی، حیاتی است زیرا پیش‌سازهای اولیهٔ آران‌ای پیام‌رسان تولیدشده به‌دنبال رونویسی، اغلب حاوی اگزون‌ها (توالی‌های کُدکننده) و اینترون‌ها (توالی‌های غیرکدکننده) است که اتصال اینترون‌ها را حذف می‌کند و اگزون‌ها را مستقیماً به هم متصل می‌کند. کلاهک و دم نیز انتقال آران‌ای پیام‌رسان به یک ریبوزوم را تسهیل می‌کنند و از تخریب مولکولی آن محافظت می‌کنند.
تغییرات پس از رونویسی همچنین ممکن است در طول پردازش رونوشت‌های دیگر رخ دهد که در نهایت تبدیل آران‌ای حامل، آران‌ای ریبوزومی یا هر یک از انواع دیگر آران‌ای مورد استفاده توسط سلول می‌شوند.
اصلاحات پس از رونویسی، به‌طور کلی شامل پردازش آران‌ای پیام‌رسان، پردازش ۵'، کلاهک‌گذاری، پردازش ۳'، برش و پلی‌آدنیلاسیون، اتصال اینترون‌ها و پردازش آران‌های پیام‌رسان مربوط به هیستون‌ها است.

## مطالعهٔ بیشتر
- Berg, Jeremy M.; Tymoczko, John L.; Stryer, Lubert (2007). Biochemistry (6 ed.). New York: WH Freeman & Co. ISBN 978-0-7167-6766-4.
- Hames, David; Hooper, Nigel (2006). Instant Notes Biochemistry. Annales de Biologie Clinique. Vol. 58 (3 ed.). Leeds: Taylor and Francis. p. 767. ISBN 978-0-415-36778-3. PMID 11098183.
- Sun WJ, Li JH, Liu S, Wu J, Zhou H, Qu LH, Yang JH (January 2016). "RMBase: a resource for decoding the landscape of RNA modifications from high-throughput sequencing data". Nucleic Acids Research. 44 (D1): D259-65. doi:10.1093/nar/gkv1036. PMC 4702777. PMID 26464443.
- Machnicka MA, Milanowska K, Osman Oglou O, Purta E, Kurkowska M, Olchowik A, Januszewski W, Kalinowski S, Dunin-Horkawicz S, Rother KM, Helm M, Bujnicki JM, Grosjean H (January 2013). "MODOMICS: a database of RNA modification pathways--2013 update". Nucleic Acids Research. 41 (Database issue): D262-7. doi:10.1093/nar/gks1007. PMC 3531130. PMID 23118484.
- Cantara WA, Crain PF, Rozenski J, McCloskey JA, Harris KA, Zhang X, Vendeix FA, Fabris D, Agris PF (January 2011). "The RNA Modification Database, RNAMDB: 2011 update". Nucleic Acids Research. 39 (Database issue): D195-201. doi:10.1093/nar/gkq1028. PMC 3013656. PMID 21071406.